# Episodi di The Good Doctor (terza stagione)
La terza stagione della serie televisiva The Good Doctor, composta da 20 episodi, è stata trasmessa negli Stati Uniti d'America sul canale ABC, dal 23 settembre 2019 al 30 marzo 2020.
In Italia la stagione è stata trasmessa in prima visione assoluta su Rai 2, dal 14 febbraio al 16 settembre 2020. A causa della pandemia di COVID-19 non è stato possibile concludere il doppiaggio degli ultimi sei episodi, quindi questi ultimi sono stati trasmessi dal 2 al 16 settembre 2020.
| nº | Titolo originale        | Titolo italiano        | Prima TV USA      | Prima TV Italia   |
| -- | ----------------------- | ---------------------- | ----------------- | ----------------- |
| 1  | Disaster                | Disastro               | 23 settembre 2019 | 14 febbraio 2020  |
| 2  | Debts                   | Debiti                 | 30 settembre 2019 | 14 febbraio 2020  |
| 3  | Claire                  | Claire                 | 7 ottobre 2019    | 21 febbraio 2020  |
| 4  | Take My Hand            | Prendi la mia mano     | 14 ottobre 2019   | 21 febbraio 2020  |
| 5  | First Case, Second Base | La prima volta         | 21 ottobre 2019   | 6 marzo 2020      |
| 6  | 45-Degree Angle         | Prove generali         | 4 novembre 2019   | 6 marzo 2020      |
| 7  | SFAD                    | Il coraggio di Charlie | 11 novembre 2019  | 13 marzo 2020     |
| 8  | Moonshot                | Lancio sulla Luna      | 18 novembre 2019  | 13 marzo 2020     |
| 9  | Incomplete              | Incompleto             | 25 novembre 2019  | 20 marzo 2020     |
| 10 | Friends and Family      | Amici e famiglia       | 2 dicembre 2019   | 20 marzo 2020     |
| 11 | Fractured               | Un cuore spezzato      | 13 gennaio 2020   | 27 marzo 2020     |
| 12 | Mutations               | Mutazioni              | 20 gennaio 2020   | 27 marzo 2020     |
| 13 | Sex and Death           | Amore e morte          | 27 gennaio 2020   | 3 aprile 2020     |
| 14 | Influence               | L'influencer           | 10 febbraio 2020  | 3 aprile 2020     |
| 15 | Unsaid                  | Le parole non dette    | 17 febbraio 2020  | 2 settembre 2020  |
| 16 | Autopsy                 | Autopsia               | 24 febbraio 2020  | 2 settembre 2020  |
| 17 | Fixation                | Ossessione             | 2 marzo 2020      | 9 settembre 2020  |
| 18 | Heartbreak              | Delusioni              | 9 marzo 2020      | 9 settembre 2020  |
| 19 | Hurt                    | Dolore                 | 23 marzo 2020     | 16 settembre 2020 |
| 20 | I Love You              | Ti amo                 | 30 marzo 2020     | 16 settembre 2020 |

## Disastro
- Titolo originale: Disaster
- Diretto da: Mike Listo
- Scritto da: David Shore

### Trama
Morgan e Park diagnosticano a Harvey, un paziente anziano, un cancro ai reni e iniziano a competere su chi debba condurre l'operazione, dato che la dottoressa Lim, da poco diventata primario, dà questa possibilità agli studenti del terzo anno. Dopo aver discusso, Morgan e Park giungono alla conclusione che sarebbe meglio non curare Harvey data la sua demenza e per fargli vivere la sua restante parte della vita in modo felice. Dopo un iniziale momento di incertezza, la moglie di Harvey accetta e i due sposi anziani se ne vanno a casa loro. Nel frattempo, Melendez, Shaun e Claire trattano una sposa novella con un cancro esteso. Shaun propone un'operazione radicale ma con degli alti rischi. Con il supporto del marito, la ragazza si sottopone all'operazione. Nonostante l'operazione sia un successo, i dottori comunicano alla neo-moglie che avrà bisogno di una sacca per stomia e il marito dice che impareranno insieme come si usano quelle sacche. Con il consiglio di Andrews, Lim lo riprende al lavoro come un chirurgo strutturato. Shaun è convinto del fatto che il suo primo appuntamento con Carly si sia rivelato un disastro e perciò inizia ad evitarla nonostante il suggerimento dei suoi amici di riprovarci. Glassman lavora in una clinica poco efficiente e Aoki lo convince a ritornare nella clinica del St. Bonaventure come presidente della clinica lì presente.

## Debiti
- Titolo originale: Debts
- Diretto da: Mike Listo
- Scritto da: Peter Noah

### Trama
I dottori Park e Morgan continuano a litigare su chi debba fare la prima operazione, ma la dottoressa Lim sceglie Claire. Nel mentre la dottoressa Lim e il dottor Melendez litigano perché si trovano in totale disaccordo su come operare un bambino, dato che i genitori sono preoccupati per un possibile errore di Melendez fatto in una chirurgia precedente. Nonostante la discussione, i due medici collaborano e riescono a salvare il piccolo paziente. Claire, Andrews e Shaun curano un buon samaritano che cercò di salvare una ragazza a lui totalmente sconosciuta, con la conseguenza di avere un lato della faccia totalmente smembrato. Andrews decide di non arrendersi e insieme al suo gruppo riesce a salvare la faccia del paziente. Successivamente si arrabbia con Shaun perché capisce che averlo salvato dal licenziamento ha comportato il suo di licenziamento, ma dopo realizza che ne è valsa la pena. Claire fa restare la madre a casa sua però ad una condizione: non deve assumere né droga né alcool, ma nasconde dalla madre un'ultima bottiglia di champagne. Shaun decide di avere un appuntamento informale con Carly nel laboratorio di patologia.

## Claire
- Titolo originale: Claire
- Diretto da: Allison Liddi-Brown
- Scritto da: Liz Friedman & Tracy Taylor
- Guest star: Robert Sean Leonard

### Trama
Morgan e Park curano Shamus, un pescatore con un marlin impalato nella sua gamba e si preoccupa più della salute del pesce che della sua. La ferita causata dal pesce, permette ai dottori di scoprire un tumore con conseguente amputazione. Shaun inizia a sviluppare dubbi sulla sua relazione con Carly e Claire gli chiede se ha fatto troppe domande invasive, però si rivela solo gelosia da parte di Carly verso Claire. Intanto Claire cura Michelle, una paziente la cui rimozione della cistifellea sarà la prima operazione di Claire. Inoltre capisce che la ragazza è autolesionista e quando cerca di aiutarla, viene cacciata dall'operazione. Con il supporto di Melendez e di Michelle, Claire la opera e l'operazione si rivela un successo. La madre di Michelle, dapprima contraria a portare la figlia dallo psicologo, dopo promette che andrà anche lei dallo psicologo. Ritornando a casa, Claire scopre che la madre si è ubriacata con la bottiglia di champagne da lei conservata ed è morta in un incidente stradale.

## Prendi la mia mano
- Titolo originale: Take My Hand
- Diretto da: Tara Nicole Weyr
- Scritto da: Doris Egan

### Trama
Andrews, Park e Shaun curano Mitchell, un complottista con un problema al fegato genetico e con la credenza che qualcuno lo abbia avvelenato. Shaun, inavvertitamente realizza che Mitchell è stato avvelenato, ma da se stesso mentre prendeva le medicine per la virilità. Melendez, Claire e Morgan curano Lily, una donna che è incapace di sentire dolore e per questo non si accorge del dolore provocato dalla rottura dell'appendice, cosa che provocherà un'infezione e la conseguente amputazione della mano. Lily inizia a prendere delle medicine per poter sentire dolore così che il marito non la lasci, poiché lui crede che l'amore non possa esistere senza il dolore. Ciò la fa cadere in depressione, però il marito le promette che la amerà e le sarà vicino anche se lei non sentirà dolore. Intanto, Glassman ha un ripensamento sul matrimonio con Debbie, però dopo aver parlato con Shaun, decide di sposarla in una piccola cerimonia civile.

## La prima volta
- Titolo originale: First Case, Second Base
- Diretto da: Rebecca Moline
- Scritto da: David Hoselton

### Trama
Morgan e Claire curano Curtis, un uomo che arriva all'ospedale ubriaco nonostante dicesse di essere sobrio da più di sei anni. Claire, che ha ancora problemi a superare la morte della madre, rifiuta di credere al paziente mentre Morgan cerca una soluzione alternativa. Si scopre così che Curtis ha un tumore benigno che stava causando l'intossicazione. Nel frattempo Glassman non si sente a suo agio dopo aver scoperto che Debbie possiede una pistola e inizia a dissuaderla ma senza ottenere risultati. Shaun riceve la sua prima operazione: Beth, una simpatica signora con un carcinoma dell'esofago che all'apparenza risulta semplice da curare. Durante l'operazione Shaun trova una soluzione però capisce che per lui risulta troppo complicato quindi l'operazione la prendono Lim e Andrews. Dopo che l'operazione si rivela un successo, Lim ricorda ad Andrews che il lavoro di squadra è la cosa più importante durante un'operazione.

## Prove generali
- Titolo originale: 45-Degree Angle
- Diretto da: Steve Robin
- Scritto da: Sal Calleros

### Trama
La prima operazione di Shaun è un'appendicectomia. Nonostante si riveli un successo, Shaun caccia l'infermiera Hawks per avergli consegnato uno strumento in un modo diverso da quello che lui preferisce. La difficoltà nello scusarsi di Shaun complica le cose e Lim gli comunica che se accadrà un altro incidente simile, lei lo licenzierà. Melendez, Park e Morgan curano Patty, una donna alla 23ª settimana di gravidanza con un tumore alle ovaie. Dopo aver discusso a lungo, Melendez opera Patty che però muore mentre il suo bambino sopravvive ma con un futuro incerto. Debbie viene licenziata dal lavoro e convince Glassman ad assumerla. Carly sta con degli amici e perciò non invita Shaun, il quale inizia a dubitare della loro relazione. Dopo aver capito il suo errore, Carly si riferisce a sé come la fidanzata di Shaun e lui è contento che la loro relazione sia diventata ufficiale.

## Il coraggio di Charlie
- Titolo originale: SFAD
- Diretto da: Alrick Riley
- Scritto da: Jessica Grasl

### Trama
Melendez continua a lottare per la morte di Patty, risultando più cauto con i pazienti. Dopo aver parlato con Glassman, dice a Lim che loro sono entrambi colpevoli dato che la loro relazione ha impedito di essere obiettivi nella decisione dell'operazione. Andrews, Morgan e Claire curano Charlie, un ragazzo che sta per perdere la vista per colpa del cancro. Morgan e una Claire riluttante portano Charlie a divertirsi, creando così una connessione emotiva tra Claire e Charlie. Morgan si preoccupa per il cinismo dell'amica e le dice che dovrebbe affrontare i suoi problemi prima che questi la cambino. Shaun, Park e Melendez curano Tara, una ragazza senza sistema immunitario. Park suggerisce di usare la terapia genetica per curare la ragazza e l'abilità di Shaun di empatizzare con la ragazza la convincono a sottoporsi al trattamento. Tara viene curata ed esce dalla sua bolla per provare per la prima volta l'aria senza la paura di morire.

## Lancio sulla Luna
- Titolo originale: Moonshot
- Diretto da: X. Dean Lim
- Scritto da: David Renaud

### Trama
La continua esitazione di Melendez causa dei problemi con Lim su come dover curare Wren, una ragazza che deve andare sulla Luna con entrambi i suoi polmoni intatti. Alla fine Lim e Melendez riescono a collaborare e l'operazione si rivela un successo. Lim interrompe la relazione con Melendez perché non può seguire il suo sogno ed essere tutto per lui allo stesso tempo. Dopo aver ricevuto la sua prima operazione, Morgan rivela a Glassman che le hanno recentemente diagnosticato l'artrite reumatoide e cerca il suo supporto per poter continuare la sua carriera. Nonostante l'operazione si riveli un successo, le condizioni di Morgan si rivelano peggiori di quanto lei si aspettasse. Shaun e Park curano Rosalind, una dottoressa che ha fatto progressi nel campo del trattamento della leucemia, ma ha un problema al cuore e ha messo da parte tutte le persone per poter lavorare nel campo della leucemia. Park riesce a convincere l'ex-marito Leo ad essere dalla parte della moglie mentre lei sta morendo. Shaun ha un problema di intimità con Carly però Park lo aiuta a capire i sentimenti e gli suggerisce di risolvere le sue paure da solo.

## Incompleto
- Titolo originale: Incomplete
- Diretto da: Marisol Adler
- Scritto da: Brian Shin

### Trama
Il comportamento auto-distruttivo di Claire continua e raggiunge il culmine quando all'ospedale arriva un uomo con il quale lei ha passato una notte di passione. Lei rimane scioccata dallo scoprire che lui ha una famiglia e dopo aver parlato con il paziente, lo convince a raccontare la verità alla moglie, cosa che terminerà con il ricevere uno schiaffo in pubblico. Morgan, Shaun e Andrews cercano di curare Jeanie, una giovane donna che si rifiuta di sottoporsi ad un'operazione che le salverebbe la vita perché con la rimozione di esso le si toglierebbe anche la possibilità di fare sesso. La relazione tra Lim e Melendez rimane tesa dopo la loro rottura anche se lei ammette di aver avuto dei pensieri dopo la rottura. Shaun prova a fare sesso con Carly per la prima volta, ma i dubbi sull'intimità lo bloccano; prima di andarsene, Shaun ammette che la sua più grande paura è che Carly lo lasci perché stufa dei suoi problemi. L'episodio finisce con Glassman che comunica a Shaun che suo padre ha un tumore del pancreas e potrebbe avere pochi giorni di vita.

## Amici e famiglia
- Titolo originale: Friends And Family
- Diretto da: Mike Listo
- Scritto da: Thomas L. Moran

### Trama
Claire, Melendez, Park e Morgan curano Art Kalman, un giocatore professionista di football che si è rotto la schiena durante un allenamento in palestra. Morgan gli suggerisce un trattamento molto efficiente che potrebbe ridargli la possibilità di giocare di nuovo a football ma Art rivela che lui odia quello sport e si sente obbligato, quindi si è ferito di proposito per poterne uscire. Dopo aver spiegato che si sente obbligato dalla famiglia, soprattutto dalla madre, Claire gli consiglia di essere sincero con la famiglia. Claire decide di andare da uno psicologo per elaborare il lutto. Nello stesso tempo, Shaun ritorna nel Wyoming insieme a Glassman e Lea per vedere suo padre Ethan. Dopo essersi arrabbiato con lui, su consiglio degli amici, decide di fare pace con il padre. Ma, come si aspettava, Ethan non è cambiato e gli riversa solo parole cattive prima di morire. Di sera, un distratto Shaun permette a Lea di addormentarsi abbracciandolo.

## Cuore spezzato
- Titolo originale: Fractured
- Diretto da: Gary Hawes
- Scritto da: Mark Rozeman

### Trama
Park e Claire curano Luca, un uomo che è diventato uno spallone dopo aver passato un duro periodo. Claire ha una discussione sul dover o non dover riferire alla polizia di Luca, poiché lei capisce la situazione del ragazzo. Successivamente però Luca ruba la droga che è stata rimossa chirurgicamente e sembra che Park aveva ragione. Claire continua ad andare dallo psicologo che le diagnostica la PTSD. Shaun e Morgan curano Kerry, una paziente con una grave frattura del piede che rifiuta qualsiasi tipo di analgesico o anestesia poiché in passato aveva una dipendenza da oppioidi; dopo i continui rifiuti nonostante la rassicurazione del marito che lui le sarà sempre vicino, il gruppo è obbligato a procedere compiendo la dolorosissima operazione mentre lei rimane cosciente. Dopo aver passato la notte con Lea, Shaun ha difficoltà nel capire le emozioni che prova verso Carly e verso Lea. Glassman rassicura Shaun sulla sua paura del rimanere solo. Shaun racconta a Carly la verità e lei chiede del tempo per rimanere da sola. Dopo non tanto tempo, lei ringrazia Shaun per esser stato onesto e gli chiede di interrompere la convivenza con Lea se vuole che la loro relazione continui; Shaun accetta e dice a Carly di amarla.

## Mutazioni
- Titolo originale: Mutation
- DIretto da: Nestor Carbonell
- Scritto da: Liz Friedman & Tracy Taylor

### Trama
Shaun, Morgan, Andrews e Lim curano James, un uomo che soffre per un rigonfiamento causato da un mutazione genetica, la quale rende la cura molto difficile; se non verrà correttamente trattato, il paziente potrebbe morire annegato nei suoi stessi fluidi. Come risultato, Carly viene scelta come aiuto per il gruppo, ma lei ha difficoltà nel lavorare con un paziente vivo al posto di campioni. Nonostante le difficoltà, Carly e Shaun usano i pesci zebra e riescono a salvare la vita di James. Allo stesso tempo Claire, Park e Melendez curano Angie, una ragazza il cui tumore al cervello è tornato e la madre cerca di far allontanare il suo ragazzo Ryan (un paziente al quale avevano diagnosticato il tumore che però se n'è andato). Sotto suggerimento di Claire, l'ospedale organizza un ballo solo per i due fidanzati. Nonostante gli sforzi dei dottori e di Glassman, il tumore si rivela impossibile da curare e Angie muore poco dopo l'operazione; Ryan e la madre di Angie si confortano a vicenda. Intanto Morgan soffre di nausea causata dalle medicine contro l'artrite reumatoide mentre Claire continua a soffrire per la morte della madre. Dopo aver salvato James, Shaun e Carly fanno sesso per la prima volta.

## Amore e morte
- Titolo originale: Sex and Death
- DIretto da: Steven DePaul
- Scritto da: Doris Egan

### Trama
Il gruppo cura Caroline, un'artista che ha bisogno di una lobectomia per curare una malformazione cerebrale. Inoltre si scopre che Caroline è la madre di Morgan e lei rivela che la sua è una famiglia di artisti famosi. Morgan trova un'altra soluzione con suo fratello Ariel per Caroline; Glassman opera il cervello di Caroline e l'operazione si rivela un successo. Intanto Shaun e Melendez curano Oliver, un uomo che sta morendo a causa del cancro e che ha deciso di vivere i suoi ultimi giorni al pieno delle potenzialità. Così facendo però, la moglie lo lascia pensando che lui non la mette al primo posto. Inoltre Oliver si è ammalato e proprio grazie a questa malattia sopravvive perché il sistema immunitario riesce a ridurre la grandezza del tumore fino al punto da poter esser rimosso; inoltre Oliver sembra non avere altre scelte. Dopo aver scoperto che la prima volta con Carly non l'ha soddisfatta, Shaun cerca di scoprire come poter migliorare. Paragonando il sesso alla chirurgia, Lim aiuta Shaun a capire dove poter migliorare e finalmente riesce a soddisfare Carly.

## L'influencer
- Titolo originale: Influence
- Diretto da: Barbara Brown
- Scritto da: Peter Noah

### Trama
Claire, Park e Melendez curano Ann, una madre che si è ammalata dopo aver provato a casa un rimedio trovato su internet per curare un'infezione delle vie urinarie. La diagnosi di Ann aiuta a scoprire anche una grave malattia cardiaca presente nella figlia di 3 anni, Marla. Dopo poco, Marla ha un infarto ma i dottori la curano e promettono alla madre che, con delle cure apposite, Marla potrà vivere una vita felice. Nel frattempo, Shaun, Morgan e Andrews curano Kayley, un'influencer dei social media. Durante l'operazione chirurgica di Kayley, una complicazione si sviluppa quando Morgan sbaglia; nonostante sia stata corretta velocemente, sia Glassman sia Morgan sono preoccupati che l'errore possa esser stato provocato dall'artrite di Morgan. Dopo l'operazione, Kayley sposta l'attenzione su Shaun e la sua vita diventa scomoda. Shaun spiega che non vuole essere conosciuto come il bravo dottore autistico ma come il bravo dottore. Allo stesso tempo, la sua amicizia con Lea causa dei problemi alla relazione con Carly. Lei ammette di essere gelosa e decide di lavorarci su. Dopo che Lea ha lasciato il suo lavoro, Shaun convince un riluttante Glassman di prenderla a lavorare come suo assistente. Inoltre sia Morgan sia Park notano una vicinanza tra Melendez e Claire. Poco tempo dopo, arriva una denuncia per favoritismo da Melendez per Claire.

## Le parole non dette
- Titolo originale: Unsaid
- Diretto da: Mike Listo
- Scritto da: Sal Calleros

### Trama
Lim, Morgan e Shaun curano Cory, un ragazzino nato senza una trachea totalmente sviluppata e una laringe che lo rendono muto; dopo aver cercato di dare a Cory una trachea, Shaun trova il modo per dare a Cory una laringe. Morgan rivela di esser stata lei a mandare la lettera di favoritismo e mostra l'avanzare della sua artrite. Allo stesso tempo, Claire, Melendez e Park curano Fran, un pompiere che è stato attaccato da un cane e che ha provocato una seria ferita. Le tensioni tra Park e Claire crescono dato che lui si è preso la colpa di aver scritto la lettera di favoritismo e questa azione causa un deterioramento nell'amicizia tra Melendez e Claire. Dopo esser stato confortato da Lim e Claire, la loro amicizia inizia pian piano a ristabilirsi. Nonostante Carly dica di star bene per l'amicizia tra Shaun e Lea, lei rompe la relazione con Shaun insistendo che lui dovrebbe star con lei.

## Autopsia
- Titolo originale: Autopsy
- Diretto da: Freddie Highmore
- Scritto da: David Hoselton

Un'anziana signora di nome Jane Doe arriva al pronto soccorso con un aneurisma e muore poco dopo durante l'operazione. Shaun è convinto che non era un semplice aneurisma ad aver ucciso Jane e cerca di trovare la famiglia di Jane. Lui e Park trovano suo figlio Jules. Inoltre Shaun scopre che Jane Doe, il cui vero nome era Maribel, soffriva di una rara condizione mortale e che anche Jules ne è affetto. Nel frattempo, Morgan, Andrews e Claire curano Aiden Porter, un giovane uomo che si è ferito da solo e che durante la notte soffre di sonnambulismo, durante la quale si manifesta la sua seconda personalità totalmente opposta a lui. I medici scoprono una cisti nell'ipotalamo di Aiden e gli propongono di sottoporsi ad un trattamento, ma lui propone di liberarsi della sua seconda personalità, cosa che però non piace alla seconda personalità. Dopo aver discusso con la seconda personalità di Aiden, Morgan riesce a convincerlo a sottoporsi all'intervento. Inoltre Morgan rivela a Claire di esser stata lei a scrivere la lettera di favoritismo e si scusa. Lim vede una ragazzina sola che vaga per l'ospedale. Si rivela poi essere una bambina che venne salvata da Lim 8 anni prima. Shaun confessa il suo amore a Lea ma lei rifiuta di essere la sua ragazza poiché ha paura che iniziare una relazione sarebbe troppo complicato da gestire per entrambi.

## Ossessione
- Titolo originale: Fixaction
- Diretto da: Lisa Demaine
- Scritto da: Jessica Grasl & Debbie Ezer

Shaun, Melendez e Claire curano Alice Gottfried, che ha una rara condizione che richiede l'asportazione delle sue ghiandole surrenali. Con Alice che rifiuta il trattamento, Shaun inventa un intervento chirurgico migliore che ha successo e che Melendez permette a Shaun di eseguire lui stesso. Allo stesso tempo, Andrews, Morgan e Park curano Wes Keeler, un istruttore di sopravvivenza per giovani a rischio che ha sviluppato una grave infezione da una puntura di cactus, che richiede un trapianto di rene. Uno dei suoi allievi, Max, dimostra di essere all'altezza, ma Lim rifiuta poiché sente che Max non è abbastanza maturo per prendere la decisione nonostante Andrews, Morgan e Park siano dalla parte di Max. Su richiesta di Wes, Lim mente a Max sui risultati, ma a Wes resta poco tempo da vivere a meno che non riescano a trovare un donatore adatto. Il figlio di Park, Kellan, fa visita, lasciando Park preoccupato per i suoi attacchi di panico e lo stato di isolamento. Il vecchio amico di Claire, Dash, torna in visita e chiede a Claire un appuntamento che lei sembra accettare su consiglio di Melendez. Lea rifiuta ancora una volta Shaun, ma questa volta specifica che è a causa del suo autismo, che è qualcosa che non può "risolvere", lasciando Shaun devastato.

## Delusioni
- Titolo originale: Heartbreak
- Diretto da: Steven DePaul
- Scritto da:

Shaun, sconvolto dal doppio rifiuto di Lea, torna dopo tre giorni a casa e lavora con Claire e Melendez per curare Finn, un paziente con un disturbo respiratorio che ha due ragazze; una viene a sapere dell'altra, per questo vandalizza l'auto di Finn. Shaun si ubriaca e progetta di vandalizzare l'auto di Lea, ma lei lo coglie sul fatto e Shaun invece le urla dei suoi sentimenti negativi nei confronti del suo autismo. Park, Morgan, Lim e Andrews curano un contadino che ha dolore e forza limitata dopo che entrambe le braccia sono state riattaccate dopo un incidente. Andrews consiglia l'amputazione, cosa che Lim non vuole fare, ma alla fine deve farlo. Morgan rivela la sua artrite reumatoide a Lim e dice che l'operazione sarà l'ultima, ma cambia idea dopo l'operazione riuscita del contadino. Nonostante la disapprovazione di Glassman, Morgan decide di sottoporsi a sinovectomia per prolungare la sua carriera chirurgica a rischio di invalidità permanente più avanti nella vita. Claire ammette a Melendez che non vuole una relazione con Dash e lui le dice che lo rende una persona migliore. Claire in seguito dice al suo terapista che ama Melendez.

## Dolore
- Titolo originale: Hurt
- Diretto da: Mike Listo
- Scritto da: Liz Friedman & Adam Scott Weissman

Melendez, Glassman e Lea stanno partecipando a una raccolta fondi di beneficenza in un birrificio per Marta, una delle ex pazienti di Melendez. La moglie di Marta, Noreen, fa loro fare un giro del birrificio quando un forte terremoto colpisce, intrappolando Lea nel seminterrato e ferendo Melendez alla testa. Lim organizza l'assistenza al birrificio mentre Andrews sovrintende al pronto soccorso, successivamente Morgan prende il comando quando Andrews inizia a operare con Glassman. Shaun cerca Lea mentre Park e Lim trattano Casey, un giovane intrappolato sotto una trave. Park propone un'operazione molto rischiosa per salvare la vita di Casey. Melendez e Claire devono operare Marta in situ per salvarla da una certa paralisi. Nel frattempo, Shaun trova Vera nel seminterrato; la sua gamba è infilzata su corde d'acciaio che lui non può rimuovere. Mentre Shaun ammette che non vuole voltare pagina da Lea (che è stata salvata e sta ascoltando una radio a due vie). Proprio mentre Melendez e Claire portano Marta su un'ambulanza, si verifica una scossa di assestamento; Melendez crolla per le ferite riportate e il seminterrato inizia ad allagarsi. In ospedale, Morgan, nonostante la sinoviectomia, decide di operare una giovane donna con una gravidanza extrauterina con solo un'infermiera ad assisterla.

## Ti amo
- Titolo originale: I love you
- Diretto da: David Shore
- Scritto da:

L'operazione di Lim e Park su Casey fallisce; Park rimane con Casey che rivela di incolpare se stesso per la morte di sua madre e vuole fare ammenda con suo padre per il suo errore percepito. Con il padre di Casey che non riesce a farcela in tempo, Park finge di essere lui per dare pace al giovane prima che muoia; l'esperienza fa decidere a Park di tornare a Phoenix per essere più vicino alla sua famiglia. Lim torna al pronto soccorso dove Claire la chiama per aiutare a curare Melendez che ha un'emorragia interna; mentre eseguono un intervento chirurgico per ripararlo, Claire e Lim scoprono danni all'intestino di Melendez che non possono essere riparati. Melendez fa pace con Lim e lui e Claire esprimono i loro sentimenti l'uno per l'altra prima che Melendez muoia; Lim e Claire si confortano a vicenda dopo le conseguenze. Morgan riesce a salvare la sua paziente, ma Andrews avverte che il danno che ha fatto alle sue mani nel processo potrebbe aver distrutto per sempre la sua carriera chirurgica. In pericolo di annegamento con Vera, Shaun è costretto a eseguire un'amputazione della gamba in pochi minuti mentre un'impotente Lea ascolta alla radio. Shaun riesce a salvare Vera e inizia una relazione con Lea che si rende conto di quanto ama Shaun dopo averlo quasi perso.